# Alexander Neef
Alexander Neef est un administrateur artistique allemand, né le 22 février 1974 à Roßwälden dans la commune d'Ebersbach an der Fils en Allemagne de l'Ouest.
Il est directeur de l'Opéra national de Paris depuis septembre 2020.

## Biographie

### Formation et début de carrière
Alexander Neef naît en 1974 à Roßwälden dans la commune d'Ebersbach an der Fils en Allemagne de l'Ouest,. Il apprend le piano dès l'âge de neuf ans. Il est diplômé de l’université Eberhard Karls de Tübingen où il a étudié la philologie latine et l’histoire moderne,.
Il occupe des fonctions administratives et artistiques au festival de Salzbourg (où il fait la connaissance de Gerard Mortier qui devient son mentor) et à la Ruhrtriennale, Festival international des arts d'une durée de trois ans organisé dans la région de la Ruhr. De 2004 à 2008, il est directeur de casting à l'Opéra national de Paris sous la direction générale de Gerard Mortier. En mars 2007, il le suit lors de son court passage au New York City Opera.

### Direction de laCanadian Opera Company(2008-2020)
À partir de juin 2008, Alexander Neef est nommé à la tête de la Canadian Opera Company. Il est également directeur artistique du Opéra de Santa Fe (en) au Nouveau-Mexique,. Sous sa direction, en 2011, la compagnie canadienne revient pour la première fois depuis 1993 à la Brooklyn Academy of Music avec la spectaculaire production de The Nightingale and Other Short Fables dirigé par Robert Lepage en co-production avec le festival d'Aix-en-Provence, l'opéra national de Lyon et l'opéra national des Pays-Bas. Sa direction a également été marquée par deux œuvres présentées en création mondiale : en 2015, le COC présente la première mondiale de l'opéra contemporain Pyramus and Thisbe (français : Pyrame et Thisbé), composé par la Canadienne Barbara Monk (es), et Hadrian composé par Rufus Wainwright fin 2018.

### Direction de l’Opéra national de Paris(2020-)
Lors du conseil des ministres du 24 juillet 2019 – et auparavant à la suite d'un entretien décisif avec le président Emmanuel Macron –, Alexander Neef est nommé directeur de l'Opéra de Paris pour succéder à Stéphane Lissner qui termine son mandat en juillet 2021. Sa rémunération en tant que directeur de l'Opéra de Paris s'élève à 350 000 euros par an (170 000 euros de part fonctionnelle, 138 000 euros de complément personnel et 42 000 euros de part variable).
D’ici sa prise de fonction effective, il est « directeur préfigurateur », c’est-à-dire qu’il lui incombe de préparer les productions pour les saisons à partir de 2021-2022. Dans un entretien au Figaro, il annonce qu’il s’attachera particulièrement à faire vivre le « répertoire français ».
Marquée par la crise provoquée par la pandémie de Covid-19 ayant entraîné la fermeture des salles de spectacles, cette prise de fonction se fait finalement de manière anticipée avec l'annonce en juin 2020 du départ soudain de Stéphane Lissner pour le Teatro San Carlo de Naples.
Cette transition a lieu dans des conditions difficiles avec une institution « à genoux », qui a dû annuler la plupart de ses représentations de la saison 2020-2021, accumulant un déficit de 45 millions d'euros.
Roselyne Bachelot, ministre française de la Culture annonce le 26 août 2020 que « compte tenu du contexte inédit que connaît l’Opéra national de Paris », sa prise de fonction devient effective le 1er septembre 2020 . Il conserve ses responsabilités auprès de la Canadian Opera Company jusqu’à la prise de fonctions de son successeur.
En décembre 2020, à la suite de la publication d’un manifeste pour supprimer la discrimination raciale à l’Opéra national de Paris, Alexander Neef annonce qu’il souhaite initier un début de réflexion sur les stéréotypes dans le répertoire du ballet classique, ainsi que mettre en place « une mission sur la diversité au sein de l’Opéra national de Paris »,.
En février 2024, le Président de la République reconduit Alexander Neef dans ses fonctions de directeur de l'Opéra de Paris jusqu'en 2032. Cette décision intervient en reconnaissance de ses succès notables à la tête de l'institution, marqués par des salles comblées depuis la fin de la pandémie et par la réalisation de bénéfices en 2023, une première depuis 2017,.

### Distinctions
- Ordre du Mérite de la République fédérale d'Allemagne en septembre 2018[17]
- Chevalier de la Légion d'honneur (2025)[18]